# Rezerwat przyrody Pilsko

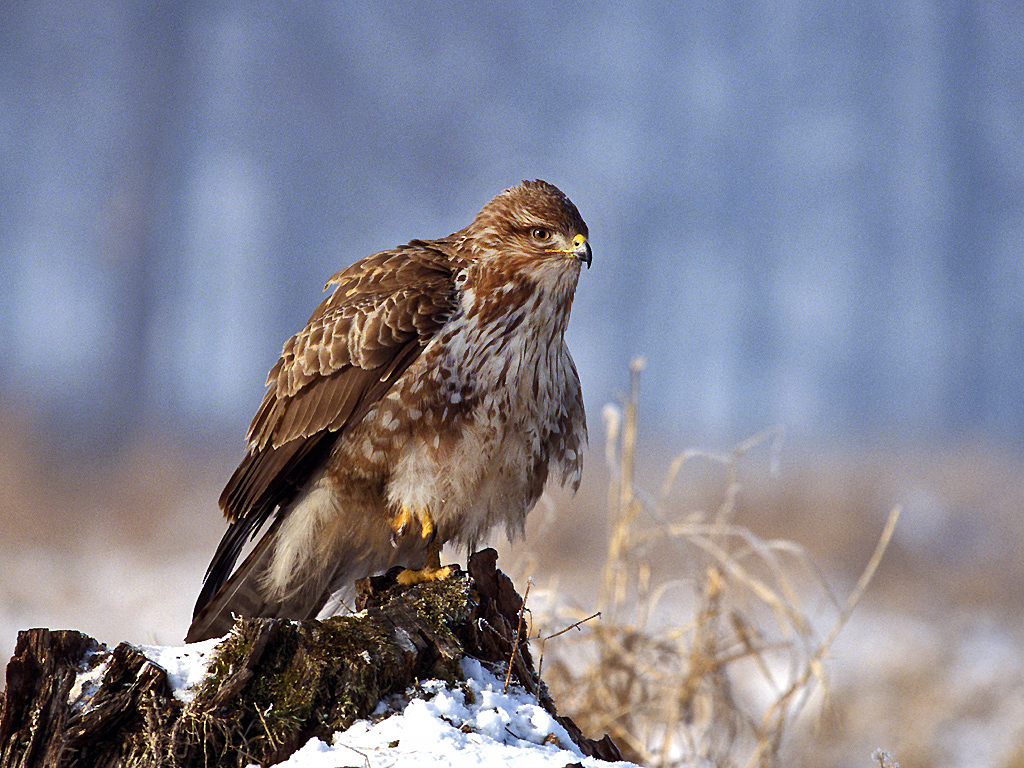
Myszołów zwyczajny

Rezerwat przyrody Pilsko – rezerwat przyrody na obszarze gminy Jeleśnia w powiecie żywieckim w województwie śląskim. Leży w granicach Żywieckiego Parku Krajobrazowego. Jego zalążki utworzono w 1971 r., miał na celu ochronę górnoreglowego boru świerkowego na wschodnim stoku Pilska, obejmującego powierzchnię 15,41 ha. Rezerwat ten łączył się z jednej strony z rezerwatem słowackim i graniczył również z polskim rezerwatem Pięć Kopców o powierzchni 88,74 ha. W 2005 roku Pilsko i Pięć Kopców zostały połączone w jeden rezerwat o powierzchni 105,21 ha.
W pierwotnych granicach rezerwat Pilsko obejmował fragment górnoreglowego boru świerkowego w podszczytowych partiach północnych stoków na wysokości 1280–1370 m. Rośnie tu 200-letni starodrzew, ugałęziony niemal do ziemi, wiele świerków przekroczyło 350 lat, ponad 30 m wysokości i 70 cm średnicy pnia w pierśnicy. Występuje na tym terenie 65 gatunków roślin naczyniowych i 26 gatunków mszaków.
Były rezerwat Pięć Kopców chroni również górnoreglowy bór świerkowy, ale także zarośla kosodrzewiny, liczne płaty zbiorowisk murawowo-krzewinkowych z rzadkimi chronionymi gatunkami fauny i flory.
Rezerwat zajmuje większość szczytowej części masywu Pilska po polskiej stronie. Sięga do wysokości 1534 m n.p.m.